# جرج سنت پاتریک لارنس
جرج سنت پاتریک لارنس (انگلیسی: George St Patrick Lawrence; ۱۷ مارس ۱۸۰۴ – ۱۶ نوامبر ۱۸۸۴) فرد نظامی اهل بریتانیا بود.